# 羅斯·麥哥馬克
羅斯·麥哥馬克（英語：Ross McCormack，1986年8月18日—），出生在格拉斯哥，是一名蘇格蘭足球員，司職前鋒，亦可兼任翼鋒，出身流浪者青訓系統，現時效力英格蘭足球全國聯賽球會艾迪索特。

## 球會
格拉斯哥流浪
麥哥馬克雖然是些路迪的支持者，但他卻在2002年6月4日於流浪者展開其足球生涯。2004年5月1日，年僅17歲的他在對馬瑟韋爾的賽事中處子上陣。他在2003/04球季最後一場於東區公園球場對鄧弗姆林的賽事中攻入其首個入球。
2005/06球季，麥哥馬克在歐聯以1-1逼和波圖攻入其首個歐洲賽入球。儘管他在對波圖的賽事中攻入了使人難忘的入球，但他依然被外借至英甲球會唐卡士打，以爭取一隊經驗。2006年1月21日，他在以2-1的比分擊敗斯肯索普的賽事中首次正選上陣。1月24日，他在以2-4的比分不敵黑池的賽事中攻入其處子入球。
馬瑟韋爾
2006/07球季，麥哥馬克被格拉斯哥流浪新任領隊保羅·勒岡告知他不在其計劃中並遭到棄用。7月10日，他獲馬瑟韋爾垂青購入。然而，他的首個球季卻備受病毒和其他傷患的困擾。他在隨著的一季復出，並且成為球隊的正選球員，還發現自己較適合4-3-3陣式，他的表現使他贏得2007年10月份最佳青年球員。在這個球季裡，他的表現大幅改善，總共攻入了11球，但是他早在2月16日對基特拿的賽事中便完成這個目標，在剩餘的14場賽事中他都無法取得入球。
卡迪夫城
2008年1月，麥哥馬克一度快要加盟英超球會韋根，甚至已經準備簽署合約，他同時亦傳出會轉投米杜士堡，但他最終在6月28日自由轉會英冠球會卡迪夫城，後來球會又同意支付12萬英鎊的補償費。他稱自己加盟卡迪夫城的最大原因是由於他希望有上陣機會，而且陣中有數位蘇格蘭同胞，以及他的偶像羅比·科拿，但這名前英格蘭國腳很快就離隊了。
麥哥馬克在以2-1的比分擊敗甘馬雷斯的賽事中梅開二度並攻入其處子入球。他在揭幕戰以2-1的比分擊敗修咸頓的賽事中首次於聯賽上陣。一週後，他在以1-1逼和唐卡士打的賽事中攻入處子競賽入球。他在以2-2逼和諾域治的賽事中首次梅開二度，以及在聯賽盃對米爾頓凱恩斯的賽事中射入十二碼，使他代表球會上陣5次便攻入4球。他的入球停不了，在10月28日以2-0的比分擊敗黑池的賽事中於25碼外射入自由球，促使他在三個月內攻入10球。11月1日，他在以1-2的比分不敵狼隊的賽事中攻入一球後，他由於腿筋一級撕裂，而被換下並缺陣了三至四週。
麥哥馬克稱他希望盡快康復，目標是出戰兩週後對水晶宮的賽事，但在賽事開始前兩天於訓練期間拉傷腿筋，導致他一直到11月25日也無法上陣。他在以2-2逼和雷丁的賽事中，球季後期重返球隊的借將米高·祖柏博得十二碼，由他親自射入。他在南威爾斯打吡以2-2逼和史雲斯的賽事中再次射入十二碼，但在12月6日以2-0的比分擊敗普雷斯頓的賽事進行至上半場時腿筋再度撕裂，導致他缺陣三週。隨著他復出，他在所有賽事總共射入23球，成為球隊的首席射手及英冠第二神射手。他在尼尼安公園球場以3-1的比分擊敗般尼的賽事中射入他代表卡迪夫城的最後一球。
2009年7月23日，據稱麥哥馬克向卡迪夫城要求轉會。他的經理人否認這宗傳聞，但聲稱他的合約中有君子協定，容許他與任何向其出價的英超球會洽談。其後，侯城和樸茨茅夫的出價遭到拒絕，而他則留在卡迪夫城並在揭幕戰以4-0的比分擊敗斯肯索普的賽事中上陣。然後，他腿筋受傷，預計將會缺陣8週，所有斟介隨即結束。10月4日，他在以4-0的比分擊敗屈福特的賽事中入替米高·祖柏而復出。11月7日，他在對史雲斯的賽事中第50次代表卡迪夫城上陣。
2010/11球季，麥哥馬克在以1-1逼和錫菲聯的賽事中後備入替建功。其後，他在聯賽盃對伯顿的賽事中梅開二度。
列斯聯
2010年8月24日，卡迪夫城同意列斯聯對麥哥馬克的出價。三天後，他正式轉投列斯聯並簽訂三年合約，轉會費無透露。
2013年8月30日，列斯聯與27歲的麥哥馬克簽署一份新的四年合約。

## 國際賽
2006年，麥哥馬克首次代表蘇格蘭U21上陣。2007年10月11日，他在對立陶宛U21的賽事中攻入其處子入球，其後在以4-0的比分擊敗斯洛文尼亞U21的賽事中亦取得入球。他總共代表蘇格蘭U21上陣10次。
2008年5月30日，麥哥馬克在以1-3的比分不敵捷克的賽事中首次代表蘇格蘭上陣。11月，他再度獲徵召出戰對阿根廷的賽事，但他由於腿筋受傷而無法參戰。2009年3月，他獲徵召出戰2010年世界盃外圍賽對荷蘭和冰島的賽事，他在兩場賽事均正選上陣。4月1日，他在以2-1的比分擊敗冰島隊的賽事中攻入其首個國際賽入球。
國際賽入球
| # | 日期          | 地點           | 對手 | 入球 | 結果 | 性質               |
| - | ------------- | -------------- | ---- | ---- | ---- | ------------------ |
| 1 | 2009年4月1日  | 蘇格蘭格拉斯哥 | 冰島 | 1–0  | 2–1  | 2010年世界盃外圍賽 |
| 2 | 2012年8月15日 | 蘇格蘭愛丁堡   |      | 3–1  | 3–1  | 國際友誼賽         |

## 私生活
2009年10月27日，麥哥馬克在早上酒後駕駛路虎攬勝撞向金屬欄杆後，在卡迪夫灣被拘捕。11月9日，他在卡迪夫裁判法院 （Cardiff Magistrates Court）上庭後，案件押後處理。11月23日，他承認控罪，被判處禁止駕駛17個月，並且罰款2,600英鎊。

## 外部連結
- 足球数据库：羅斯·麥哥馬克的球员统计数据 （英文）
- 蘇格蘭足總官網球員簡歷及統計數據 （页面存档备份，存于） （英文）
- 列斯聯官網球員簡歷及統計數據 （页面存档备份，存于） （英文）